# Who's Zoomin' Who?
Homecomming is de zevende aflevering van het vijfde seizoen van het tienerdrama Beverly Hills, 90210, die voor het eerst werd uitgezonden op 19 oktober 1994.

## Verhaal
De feesten in de Peach Pitt lopen heel goed, totdat een inspecteur van de brandweer langskomt en de boel sluit omdat er te veel mensen aanwezig zijn. Steve wil doorgaan met het geven van feesten en probeert Nat en Dylan over te halen om de ruimte langs de Peach Pitt te huren. Als Dylan hiermee instemt, moet hij ergens geld vandaan halen. Hij wil een tweede hypotheek op zijn huis te nemen, deze informatie komt terecht bij Jim Walsh en die snapt niet waarom Dylan dit doet. Hij komt erachter via Valerie dat Dylan blut is en wil Dylan de helpende hand bieden. Deze slaat dit af en vertelt Jim om te verdwijnen. Steve mag doorgaan met het feesten omdat de ruimte gehuurd wordt door Nat en Dylan. Als Steve en David langs Dylan rijden om hun plannen te presenteren dan ziet Steve Valerie daar en beseft dat hij beet genomen is. Steve haalt uit en slaat Dylan hard op zijn neus.
Ray heeft een verrassing voor Donna, hij bezorgt bij haar de kleinste en de grootste pompoen die hij kon vinden en vraagt haar of zij een afspraakje met hem wil. Ze wil die avond wel gaan en Ray zal haar ophalen. Dan staat ineens Griffin op de stoep en “ontvoert” Donna en neemt haar mee met een privévliegtuig naar Santa Catalina Island om daar te eten en overnachten in een luxe hotel. Donna is niet gediend van zijn plannen en eist dat ze terug gebracht wordt. Ondertussen komt Ray langs om Donna op te halen en komt dan erachter dat ze weg is met Griffin, hij is hier woest over en slaat de pompoenen kapot. Als Donna weer thuis is dan ziet ze de ravage en gaat Ray opzoeken. Als ze elkaar vinden dan maken ze het goed en dit eindigt in een kus.
Kelly komt erachter dat haar moeder weer werk heeft als een model samen met haar dochter Erin. Kelly is hier niet blij mee omdat ze bang is dat Jackie dan weer terugvalt in haar verslaving voor drugs die ze ook had toen ze model was. Later beseft ze dat ze vooral boos was om het feit dat zij niet gevraagd is om mee te doen.
David is in de slaapkamer van Clare en vindt daar een set handboeien, hij ketent zich vast aan het bed en wacht op Clare. Als deze binnenkomt dan vertelt ze dat ze de sleutels kwijt is, en als dit nog niet genoeg is dan belt haar vader aan om haar op te zoeken. Clare gaat met haar vader uit eten en laat David achter.

## Rolverdeling
- Jason Priestley - Brandon Walsh
- Jennie Garth - Kelly Taylor
- Ian Ziering - Steve Sanders
- Gabrielle Carteris - Andrea Zuckerman
- Luke Perry - Dylan McKay
- Brian Austin Green - David Silver
- Tori Spelling - Donna Martin
- Tiffani Thiessen - Valerie Malone
- Carol Potter - Cindy Walsh
- James Eckhouse - Jim Walsh
- Mark D. Espinoza - Jesse Vasquez
- Kathleen Robertson - Clare Arnold
- Joe E. Tata - Nat Bussichio
- Ann Gillespie - Jackie Taylor
- Jamie Walters - Ray Pruit
- Matthew Laurance - Mel Silver
- Casper Van Dien - Griffin Stone
- Nicholas Pryor - Milton Arnold